# Watermolen van Staverden
De Watermolen van Staverden is een naamloze watermolen op de Staverdense Beek, nabij Staverden (gemeente Ermelo). Hij behoort bij het Kasteel Staverden en bevindt zich op een plaats waar tot 1924 een korenmolen stond. De waterloop is in 1989 door Stichting Het Geldersch Landschap gerestaureerd. In 2000 is er een kleine generator aan het waterrad gekoppeld. De bedoeling was om continu een vermogen van ca. 4 kW op te wekken, wat op jaarbasis neerkomt op 15.000 kWh. Het beoogde resultaat is echter nooit gehaald. De generator is inmiddels verwijderd. 
De Staverdense watermolen is tot op enkele meters te benaderen.

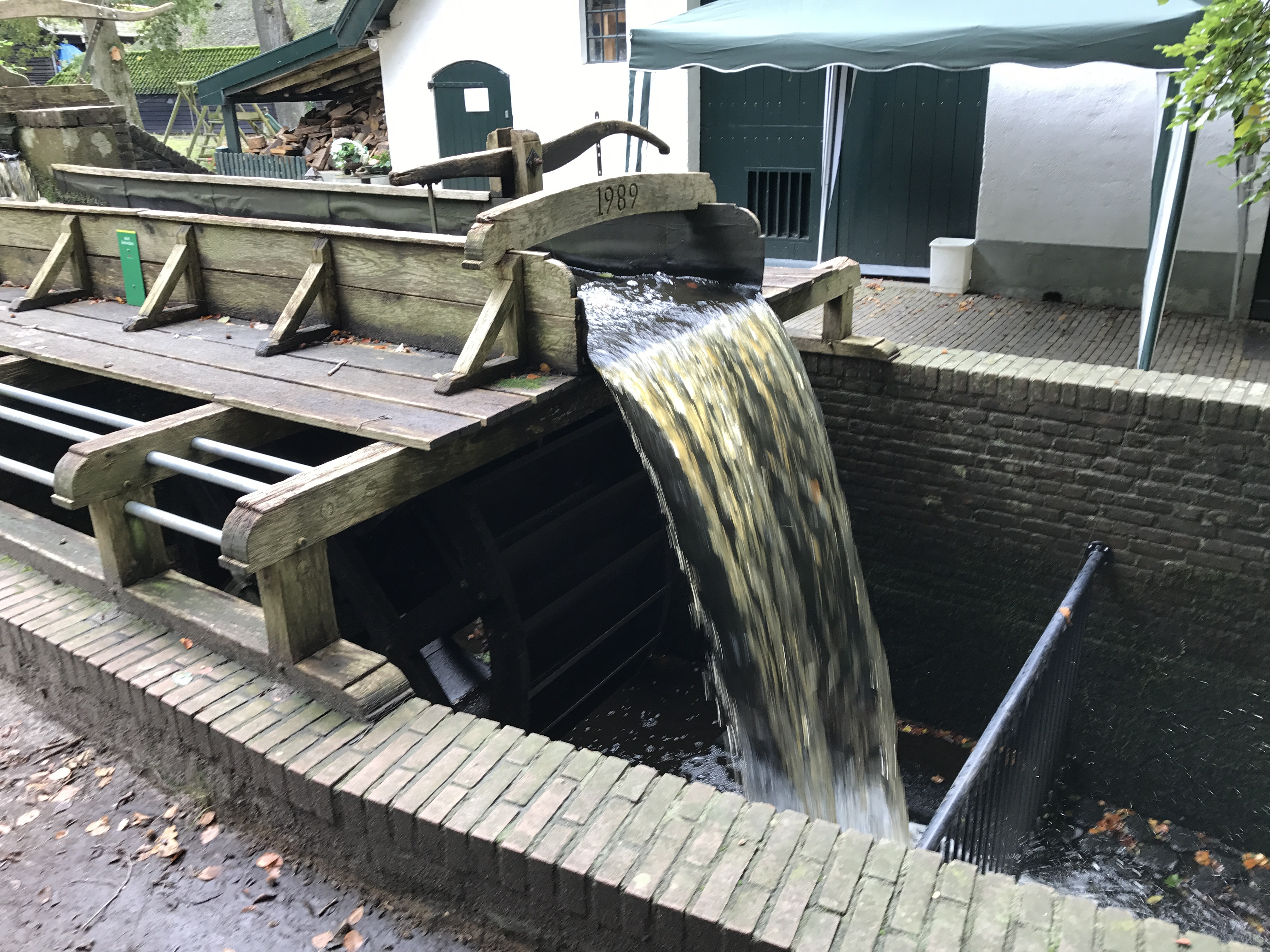
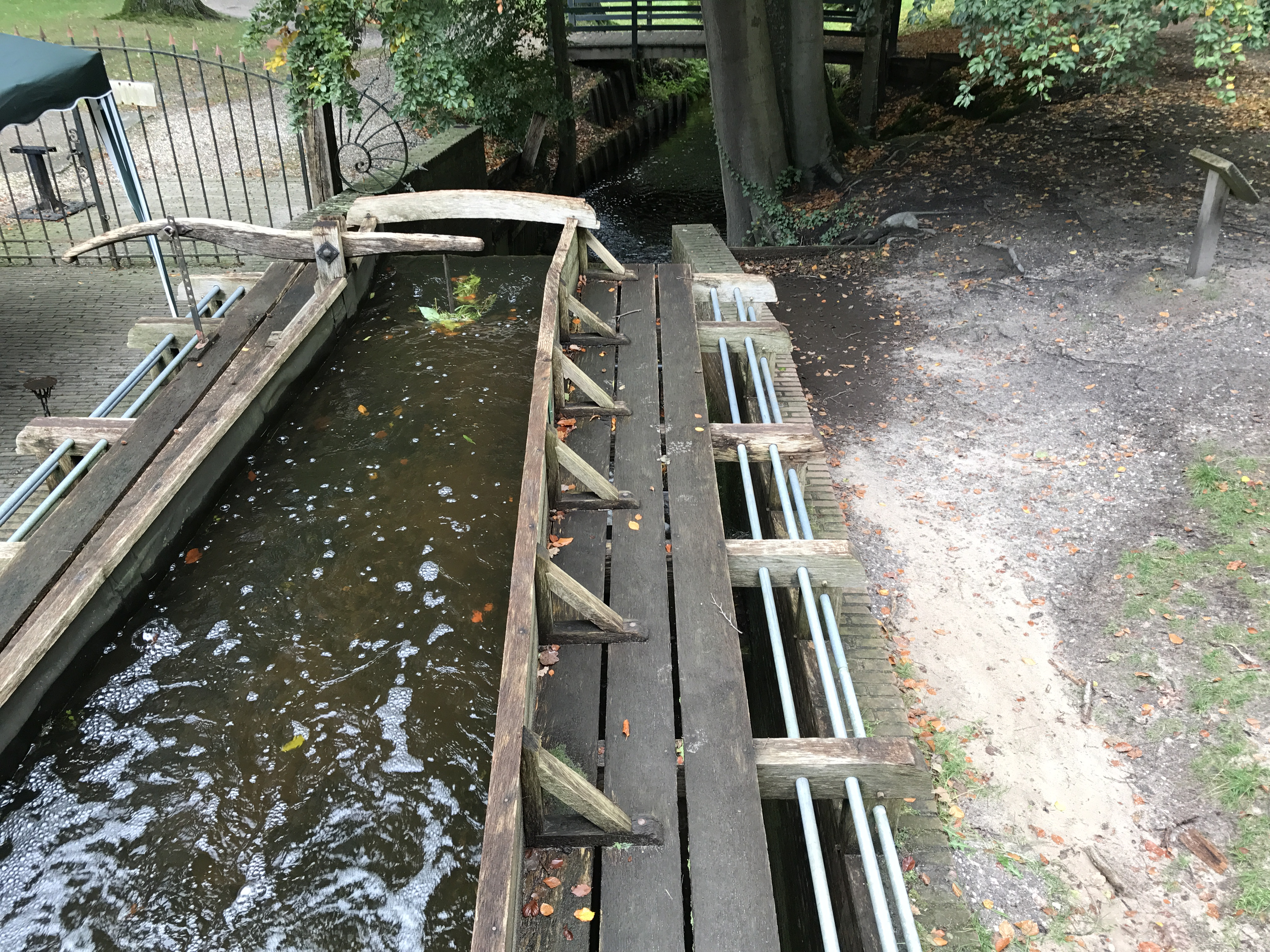
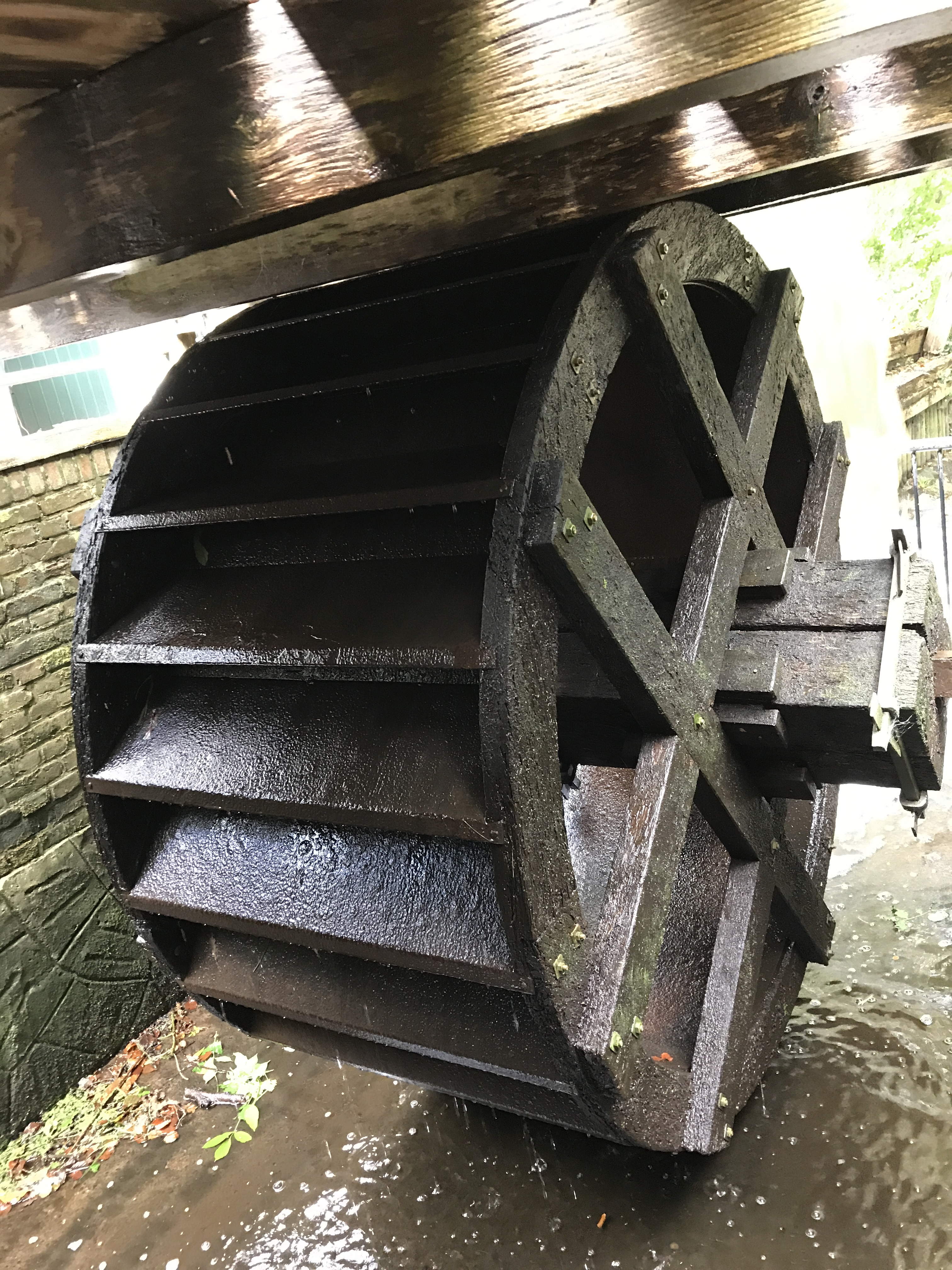